# Chrysostom Mastík

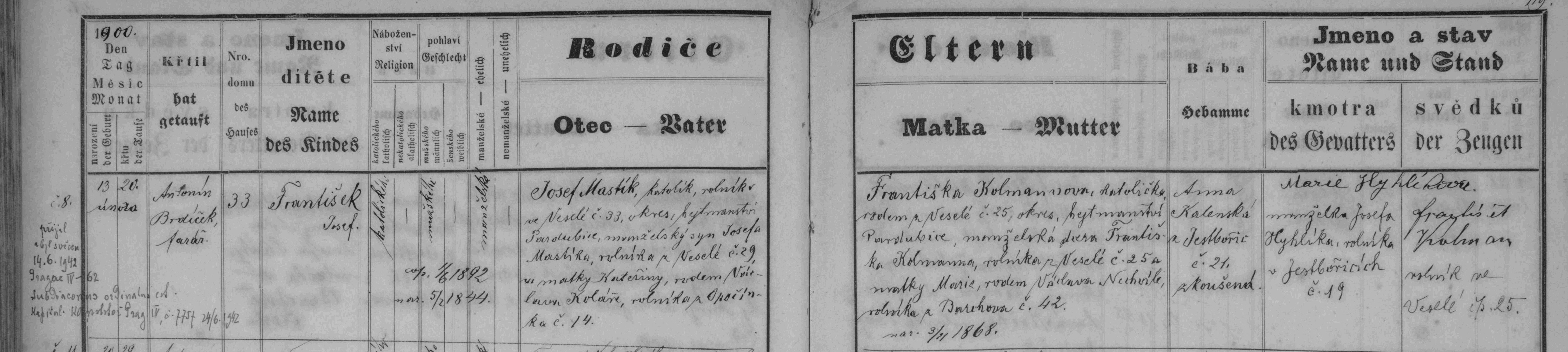
matriční zápis o narození Františka Mastíka (matrika N 1867–1908 Barchov + Veselá (SOA Zámrsk))

Chrysostom František Mastík, OSB (13. února (jiné dokumenty uvádějí chybně 13. září 1900 ) osada Veselí – 8. září 1971/1972 Lima, Peru) byl český katolický kněz, básník, prozaik, překladatel a misionář v Peru. Publikoval pod pseudonymem Jetřich Lipanský.

## Život
Narodil se jako František Josef Mastík (psáno též Mastik) ve Veselí, bývalé součásti Barchova na Pardubicku. Pocházel ze zchudlého zemanského rodu.
Svá díla vydával nejčastěji pod pseudonymem Jetřich Lipanský (podle jednoho z členů vladyckého rodu Lipanských z Lipan, jemuž v 16. a 17. století patřila tvrz v Mastíkově rodné osadě Veselí), ale také František Kolman nebo Konrád Lanta. Řadu svých publikací vydal ve vlastní edici Ismael/Izmael (založené r. 1927), v níž vyšla mj. díla Alfreda de Vignyho.
Mastík podnikl tři pěší poutě do Palestiny, poprvé se tam vydal roku 1923, poté o tři roky později, naposledy zřejmě roku 1932.
Po 1. světové válce začal spolupracovat s nakladatelem Josefem Florianem. Jeho příspěvky se objevovaly např. v měsíčníku Nový život, revui Sklizeň nebo v čtvrtletníku Proměny, dále v listech periodicích Archa, Lidové noviny, Národní osvobození, Tribuna, Světozor nebo Venkov. Tehdy neměl stálé zaměstnání a vydělával si příležitostnou prací, podle svých slov byl „postupně domácím učitelem, číšníkem, účetním, nádeníkem a trochu i prosícím tulákem a námořníkem“.
V letech 1930–1933 vydával bibliofilskou revue Gedeon, kde uveřejňoval vlastní texty i překlady z francouzštiny a němčiny (např. texty R. M. Rilka, Franze Kafky nebo Franze Werfela).
Kolem roku 1938 vstoupil do břevnovského kláštera v Praze, kde byl oblátem, a přijal řeholní jméno Chrysostom. Kněžské svěcení přijal v červnu 1942, nebo květnu 1943. Po skončení 2. světové války působil krátce jako duchovní ve vězení pro mladistvé.
V únoru 1946 zemřela Mastíkovi matka, následujícího roku odjel na studia do švýcarského Fribourgu. Sepsal zde dizertační práci o kriminalitě soudobé mládeže a boji proti ní. Po převratu v roce 1948 se rozhodl ve Švýcarsku zůstat.
| „                   | Nepokládám tuto zemi (Švýcarsko) za ideální (taková není nikde na světě), pokud jde o politické zřízení, ale každý tu může být sám sebou, a neruší-li svobodu druhých, ani jeho svoboda není rušena. Je tu přemnoho lidí naprosto poctivých a čestných, což stojí za zmínku... Náležel jsem vždycky mezi chudé, ba mezi nejchudší, a budu mezi ně náležeti bezpochyby do konce života. Ale nechtěl jsem nikdy náležeti mezi zotročené jakoukoli násilně vštípenou ideou. | “ |
| — Chrysostom Mastík | |   |

Miloval cestování – po válce se dostal také do Švédska, Francie, Španělska, Itálie, Řecka nebo Arménie. Cestoval velmi skromně a živil se příležitostnou prací. Krystalizovaly v něm úvahy, že by se stal misionářem. V roce 1947 plánoval, že si zopakuje arabštinu a naučí se svahilštinu. „Mé důvody, abych nějaký čas prodlel na opuštěných líchách království Kristova, jsou silnější a logičtější než má touha po domově, mnohem silnější. Církev katolická je nadnárodní a světová a každý její kněz je všude doma, kde ho lidé potřebují,“ uvedl v dopise z června 1948.
V létě 1951 žil ještě ve Švýcarsku, pak se však vydal na cestu do Ameriky a na podzim téhož roku už psal známým z kubánské Havany. V roce 1955 již žil v peruánské Limě a pracoval zde jako profesor na státním kolegiu, kromě toho se věnoval mládeži, dělníkům a „těm nejopuštěnějším“. Mimo to cestoval po Chile a jižních státech USA, zejména Texasu. V 50. A 60. letech otiskovaly jeho texty exilové časopisy Nový život, Sklizeň a Proměny.
Od října 1970 byl těžce nemocný, zemřel v Peru ve věku 70 let.
| „                    | Byl to boží člověk. Vzpomínám, jak za války, už jako kněz, chodil do pankrácké věznice za českými vězni. Dozorci mu tajně pomáhali, aby české oběti gestapa mohl navštívit, po případě vyzpovídat a jinak se o ně postarat. Říkal jsem, že lidé jako Chrysostom projdou i zdí – nikdy se mu nic nestalo a on sám také vůbec nevnímal nebezpečí, byl jako malé prosté dítě. Nebo neměl strach. Jsou takové mimořádné postavy v církvi a v životě vůbec. | “ |
| — Jan Anastáz Opasek | |   |

## Dílo
- Poznámky o Palestině, Cypru a mnišské republice athoské (tiskárna Vokolek, Pardubice, 1927), zážitky z pěší cesty do Palestiny v letech 1926–27
- Jiří Karásek ze Lvovic (1929), esej
- Plujeme k zemi svých snů (1930), črty z cest
- Athos, poslední útočiště (1932), monografie
- Růže a kříž (1934), sbírka básní
- Karel Foucauld: Z důstojníka saharský poustevník (1938), překlad životopisu francouzského misionáře od Reného Bazina
- Maria Fortunata Viti, laická sestra řádu sv. Benedikta (1939), životopis
- Podzim v mé štěpnici (Hamburk, 1962), sbírka básní, vyšla v edici Sklizeň Antonína Vlacha
- Pod lucernou Diogenovou, Peruánské vánoce a jiná vyprávění (Texas, 1962), prózy, vyšly v edici Ismael (Izmael), kterou založil Mastík v Čechách v roce 1927
- sbírky Fata morgana, Indiánské podletí, Na křídlech Fenixových a Víno Vesuvu (Lima, 1963–1964) – vznikly pouze ve strojopisné nebo rozmnožené podobě v Limě